# Râul Ștefănița, Sălăuța
Râul Ștefănița este un curs de apă, afluent al râului Sălăuța. 